# 武田肇
武田 肇（たけだ はじめ、1951年6月5日 - ）は、元ラジオ日本アナウンサーである。

## 来歴
東京都板橋区生まれ。東洋大学社会学部卒業後の1975年4月、ラジオ関東に入社。競馬中継、スポーツ中継、情報番組を担当。その後、ラジオ日本スポーツへ。
アナウンス講師の経歴はラジオ日本スポーツ・レポーター・キャスター講座、タレント・ユニオン養成所講師、バンタン・メディア・アカデミー講師、東京アナウンス・アカデミー講師、FM世田谷アナウンス・フォーラム講師など豊富。
現在は（有）OFFICE A・STEPのA・STEPアナウンス・フォーラムを主宰。毎年、朗読フォーラムを開催している。

## 過去の出演番組
- 江本孟紀とことん!プロ野球（ニュース担当）
- ゴールドミッドナイトトラフィック ニッポン放送交通情報（月曜日）
- ジョニー黒木のショウアップナイターマンデースペシャル（ニュース担当）
- バカリズムのオールナイトニッポンGOLD（交通情報担当）